# 張驥英

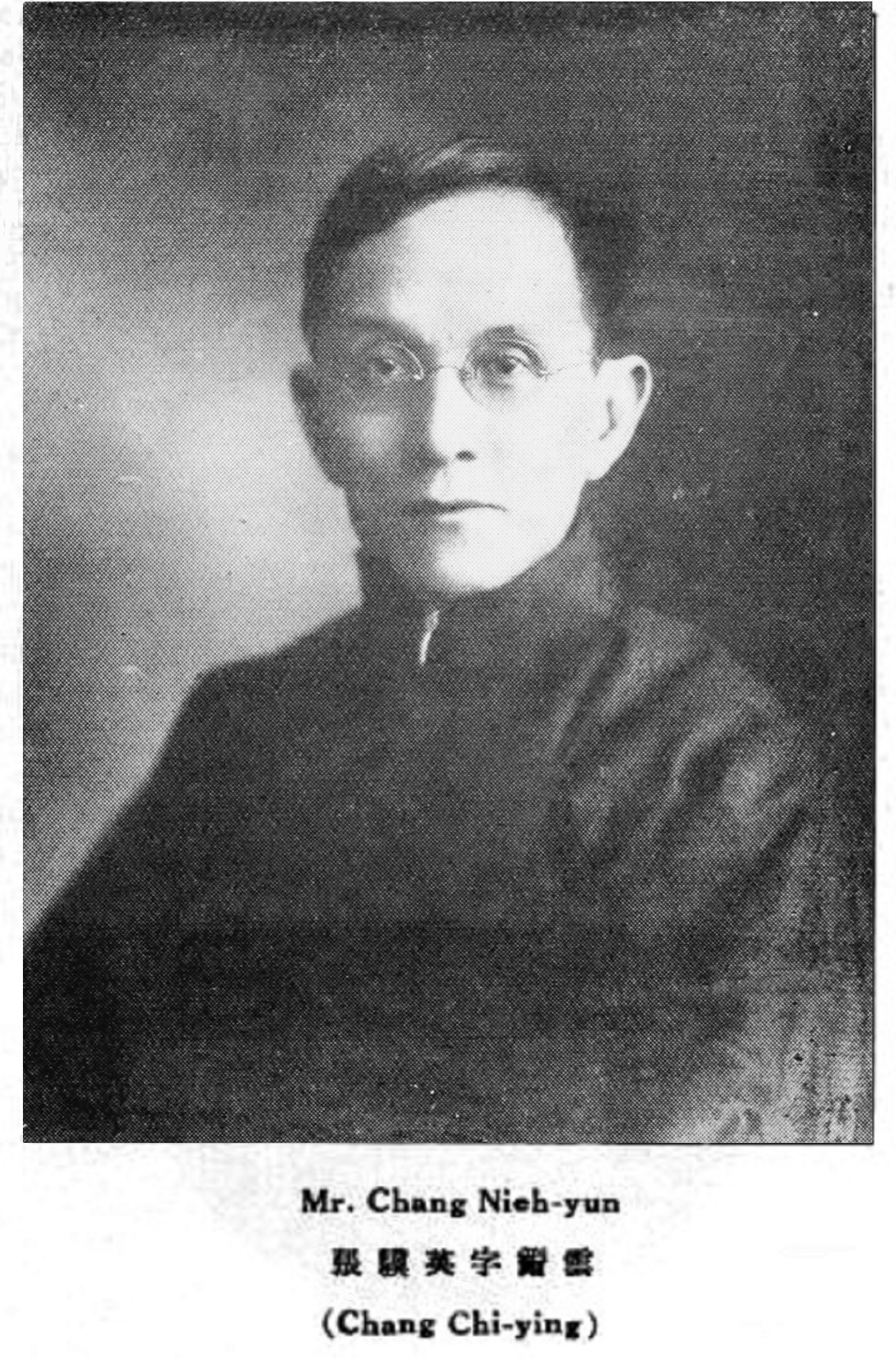

張驥英（1877年—20世纪？），又名張籋雲，廣東人，中華民國時期律師、翻譯家。

## 生平
早年在上海西童學院學習英語，后进入东吴大学法学院，并在1899年毕业，为第一批法学院学生（马润卿、陈叔耕、张籋云、杜秋声、陈邦亮、王士洲、陆聪祖）。随后他在上海商会、上海联华总会和申报公职，提供外国咨询和翻译等，并担任出庭律师。

## 著作
译作有《英律摘要》、《佛教為世界之希望》、《英华烹饪学全书》。